# In commendam

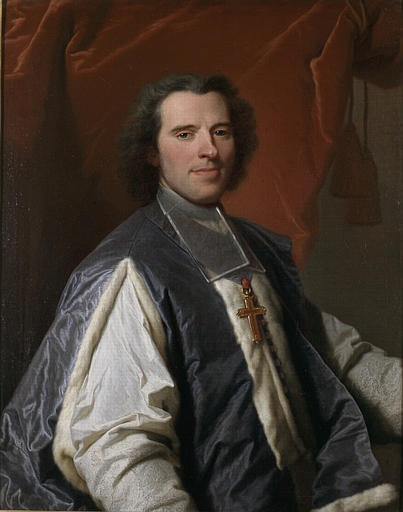
Biskup de Saint-Simon, opat-komendátor, který in commendam administroval opatství v Jumièges v letech 1719-1760 (portrét od H. Rigauda, okolo r. 1733)

In commendam (česky do správy, svěření) je latinské označení pro vykonávání úřadu takovou formou, kdy je komendátor zproštěn povinností plynoucích z úřadu, avšak příjem mu je ponechán, jakož i související pravomoci a privilegia.

## Historie
Počátky institutu svěřování církevních úřadů a obročí do správy (ve stylu sine cura) jsou písemně doloženy již v době svatého Ambrože (zemřel r. 397). V té době však takové beneficia získávaly pouze osoby, které přijaly svěcení, resp. tonzuru.
Velký rozmach udělování úřadů in commendam proběhl ve Franské říši, zejména za vlády Merovejců. Tato praxe postupem času nerespektovala původní vymezení a začala se využívat pro přátele vládnoucích panovníků. Zejména britští a francouzští panovníci si přisvojili moc do těchto úřadů dosazovat loajální osoby, které nebyly v některých případech duchovní, pouze čerpali finanční prostředky generované úřadem či klášterem (tato praxe též vedla k mnohoobročnictví).
Nejčastějším příkladem instituce svěřené do správy býval klášter, jehož představený se pak nazýval opat-komendátor (popř. opat laik).

## Správain commendam
Po Druhém vatikánském koncilu bylo od správy in commendam v praxi upuštěno. V případech, kdy je nutná nestandardní forma administrace je jmenován administrátor či apoštolský administrátor.
Papež má právo svěřit do správy jakýkoli církevní úřad. Způsobem in commendam se tak děje pouze v určitých případech při udělování úřadů kardinálům, působícím ve Vatikánu.